# 来金烈
来金烈（1928年10月—2006年7月21日），男，山西武乡人，中华人民共和国政治人物，曾任中国兵器工业总公司总经理、党组书记，第八、九届全国人大代表。

## 生平
1945年6月在八路军129师太行三分区炸弹所当战士。解放后长期在重庆456厂工作，历任车间主任、供销科长和生产副厂长。
1979年3月任第五机械工业部副部长，主管军品科研、生产管理。1982年4月任兵器工业部首任部长。1986年12月任国家机械工业委员会军工总监，统管原机械工业部、兵器工业部的军工工作。
1998年3月，第九届全国人大第一次会议上，他当选全国人民代表大会常务委员会委员。